# 4-hidroksikumarin
4-hidróksikumarín je hidroksiderivat kumarina brez antikoagulantnega učinka, a je izhodiščna spojina za sintezo zaviralcev vitamina K, ki se uporabljajo kot peroralni antikoagulansi (učinkovine, ki zavira strjevanje krvi) in rodenticidi (sredstva proti glodavcev). 4-hidroksikumarini je tako krovni izraz za učinkovine, ki jih pridobivajo iz kumarina s hidroksilacijo na položaju 4. Za antikoagulantni učinek 4-hidroksikumarinskih molekul je pomemben tudi dodaten večji substituent na položaju 3 (ogljikov atom v obroču med hidroksilno in karbonilno skupino).
Poglavitni mehanizem delovanja 4-hidroksikumarinov je zaviranje encima vitamin K epoksid reduktaza. Vitamina K ne zavirajo neposredno, temveč zavrejo obnavljanje njegovih zalog v tkivih. Aplikacija vitamina K zavre njihov učinek.

## Izvor
Sam 4-hidroksikumarin ne zavira strjevanja krvi, je pa poleg njegove predhodniške molekule kumarina (ki prav tako nima antikoagulantnega učinka) pomemben presnovek nekaterih gliv. Nadaljnji fermentacijski procesi vodijo do nastanka dikumarola, ki pa izkazuje antikoagulantno delovanje. Do tega pride ob prisotnosti formaldehida, ki omogoči vezavo druge 4-hidroksikumarinske molekule preko ogljikovega mostička, izvirajočega iz formaldehida, na položaj 3 prve 4-hidroksikumarinske molekule. Dikumarol kot fermentacijski produkt in mikotoksin lahko nastaja na primer v silaži medene detelje, ki je okužena z glivami. Dikumarol so prvič identificirali leta 1940, s čimer je postal prototipna snov za razvoj 4-hidroksikumarinskih učinkovin (npr. varfarina).

## Učinek
Sintetični 4-hidroksikumarini se primarno uporabljajo kot antikoagulansi, izkazujejo pa lahko tudi druge učinke. Vsi delujejo na normalno presnovo vitamina K v telesu, saj zavrejo encim vitamin K epoksid reduktaza, ki omogoča obnavljanje zalog vitamina K. Posledično zavrejo delovanje vseh telesnih encimov, ki za svoje delovanje potrebujejo vitamin K in ki so vključeni v proizvodnjo aktivnih oblik več dejavnik dejavnikov strjevanja krvi in v nekatere druge presnovne procese v telesu, vključno z vezavo kalcijevih ionov.

## 4-hidroksikumarinske učinkovine in strupi
Najenostavnejša sintezna 4-hidroksikumarinska molekula je varfarin, ki ima na položaju 3 na aromatični substituent, ki ga predstavlja fenilna skupina. Tako imenovane »supervarfarine« ali 4-hidroksikumarinske antikoagulante druge generacije so razvili kot rodenticide, sredstva za zatiranje glodavcev, ki so pred tem razvili odpornost proti varfarinu. Molekule druge generacije imajo še večji maščobotopni substituent na položaju 3 (na primer brodifakum), kar poveča razpolovno dobo teh snovi v telesu (v nekaterih primerih tudi na več mesecev). Te rodenticide včasih namesto 4-hidroksikumarini nepravilno imenujejo kumadini (Coumadin je zaščiteno ime za varfarin). Tudi naziv kumarini ni pravilno, saj kumarin sam ne izkazuje učinka na strjevanje krvi.
4-hidroksikumarinske zdravilne učinkovine so na primer:
- acenokumarol
- dikumarol
- etil biskumacetat
- fenprokumon
- varfarin

Te učinkovine so se uporabljale tudi kot strupi, zlasti rodenticidi, saj povzročijo pri glodavcu krvavitve in posledično tudi žejo, zaradi česar zapustijo zaprte prostore in poginejo zunaj.
4-hidroksimuranske snovi druge generacije se uporabljajo le kot strupi, saj izkazujejo predolgo delovanje, da bi se lahko uporabili tudi kot zdravila:
- kumatetralil
- difenakum
- flokumafen
- bromadiolon
- tioklomarol
- brodifakum

## Kemijske strukture
|                                       | | |
| Kumarin Ne deluje na strjevanje krvi. | 4-hidroksikumarin Ne deluje na strjevanje krvi, je pa znana rakotvorna snov, ki se nahaja v izpušnih plinih in cigaretnem dimu in verjetno nastane z gorenjem aditiva kumarina. | Dikumarol Prva odkrita 4-hidroksikumarinska snov z antikoagulantnim učinkom. Gre za dimerno molekulo, oba dela sta povezana preko ogljika na položaju 3. |
|                                       | | |
| Fenprokumon (antikoagulans)           | Varfarin Najpogosteje uporabljeni antikuagulans v zdravljenju. | Acenokumarol (antikoagulans) |
| |                          |
| Brodifakum 4-hidroksikumarin druge generacije z velikim substituentom na položaju 3, kar poveča njegovo kopičenje v maščobnem tkivu. (rodenticid) | Bromadiolon (rodenticid) |
| |                          |
| Kumatetralil (rodenticid) | Difenakum (rodenticid)   |